# Anolis onca
Espèce
Synonymes
- Norops onca O'Shaughnessy, 1875

Anolis onca est une espèce de sauriens de la famille des Dactyloidae. 

## Répartition
Cette espèce se rencontre au Venezuela et en Colombie.

## Publication originale
- O'Shaughnessy, 1875 : List and revision of the species of Anolidae in the British Museum collection, with descriptions of new species. Annals and Magazine of Natural History, sér. 4, vol. 15, p. 270-281 (texte intégral).